# Mbo Mpenza
Mbo Mpenza   (Kinshasa, 4 de desembre de 1976) és un exfutbolista belga d'origen congolès. És germà del també futbolista Émile Mpenza.

## Selecció de Bèlgica
Va formar part de l'equip belga a la Copa del Món de 1998.